# Baryphthengus martii
El momoto yeruvá occidental , yeruvá, momoto canelo mayor, taragón rojizo o barranquero pechicastaño (Baryphthengus martii) es una especie de ave de la familia Momotidae, que se encuentra en Bolivia, Brasil, Colombia, Costa Rica, Ecuador, Honduras, Nicaragua, Panamá y Perú.

## Hábitat
Vive en el bosque húmedo, hasta los 1.400 m de altitud. De posa y canta en el dosel, pero baja al sotobosque a buscar alimento.

## Descripción
En promedio mide 46 cm de longitud y pesa 195 g. Tiene la cabeza, el cuello y el pechode color rufo acanelado, con una máscara negra ancha en la cara, un punto negro en el pecho y color rufo profundo hacia la grupa. El dorso, las coberteras de las alas y el costado son de color verde profundo. El vientre y las coberteras infracaudales son azul verdoso y las timoneras y las remeras son azul oscuro. La cola larga y delgada con raquetas más bien pequeñas o sin ellas. El iris es rojo oscuro, el pico es negruzco y aserrado.

## Alimentación
Se alimenta de diversos frutos, especialmente de las palmas y platanillos (Heliconia), así como también de insectos,, arañas, lagartijas, ranas, peces, cangrejos. y hasta pequeños mamíferos como murciélagos.  Busca alimento siguiendo hormigas guerreras (Eciton) y atrapa a los insectos y otros animales pequeños que huyen de ellas.

## Reproducción
Construye el nido de tipo madriguera, al final de un túnel largo y tortuoso de 4 a 5 m de longitud, en algún barranco de una quebrada o en la pared de una cueva o de la madriguera de un mamífero. Aún no se han descrito los huevos ni los proceso de incubación y crianza.

## Etimología[6]
Nombre genérico: Baryphthengus, de voz profunda o grave y deriva de “barýs”, pesado, profundo y “phthóngos”, voz sonido; haciendo referencia a su vocalización como de búho. 
Epíteto latino: Martii, en honor a Carl Friedrch Philipp von Martius (1794-1868) botánico y explorador alemán.